# 傾斜式機砲
傾斜式機砲（日文：斜銃、德文：/斜奏乐/爵士樂），為第二次世界大戰期間日本與德國戰鬥機所面對同盟國重轟炸機所開發的的武器，着重点在轰炸机的盲区和自卫火力最弱处发动攻击。
最早在一戰中，各国均在侦察机和轰炸机的驾驶员后方安排了一名射击手，有一个可360度旋转的机枪座，并可向上方射击，实际为一个射击面覆盖飞机上方的露天全向炮塔。后亦被二战轰炸机采用，在重型轰炸机上方设置1至2座封闭的360度全向炮塔。
一战中，英國為了對付最高可飞至1万米高空的齊柏林飛船，而当时的螺旋桨飞机难以达到这个高度，曾将战斗机前方由驾驶员操作的的机枪设在一个可上下摆动的转轴上，可兼顾向上射击。
二战中，德国很快发现，盟军四引擎重型轰炸机的代表，英国的蘭開斯特轟炸機和哈利法克斯轟炸機，因无机腹炮塔，对后下方的防御形同虚设。而美国的空中堡垒B-17轰炸机，有10名机组其中6名机枪射手，最多装载13支0.5寸白朗寧M2重機槍，对后下方的防御只有机腹后部球形炮塔的双联M2可用。且机腹机枪射手在球形炮塔的旋转中有时会头向下倒挂致脑部充血，加之B17的炮塔非加压在高空的低温低压缺氧环境下操作条件恶劣，被戏称只有爱斯基摩射手才适于担当此任，因此仅在接近战区时，射手才离开加压驾驶舱进入炮位。
德国重战机遂优先选择于此发动攻击，为此专门在由轰炸机发展而来，体量较大的夜间战斗机或重战机的机背安装2至4门固定的20毫米至30毫米机炮，成为“斜奏乐”。德國在實戰確認後將名為「爵士樂」的傾斜式機砲裝備於夜戰的Bf 110戰鬥機上。
地球另一端的日本，时任中校小園安名上校考慮到視線問題而进設計了最早裝備於月光夜間戰鬥機上的倾斜式机炮，机炮固定，有向上和向下两种版本。由於向下傾斜时不易於夜間對敵軍攻擊而夜間基地攻擊時又不可能使用向上的傾斜式機砲，於是初期分别装备兩挺的傾斜式機砲。隨著戰況惡化，迎擊敵機比攻擊基地變得更重要，於是後期的機體主要採用向上傾斜式機砲。
德方的傾斜式機砲傾斜角度為70度，日方則為30度。德軍的戰術為從蘭開斯特轟炸機或B-17轰炸机的死角進行近程攻擊，日軍則以之從遠距離攻擊。

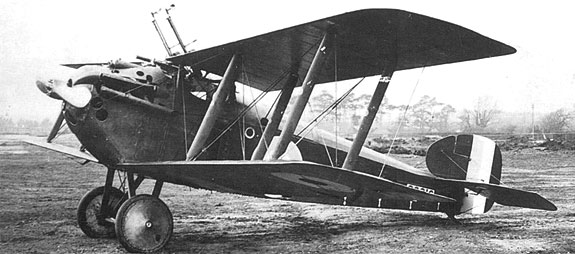
Sopwith 5F.1 Dolphin
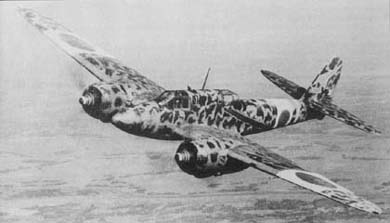
川崎Ki-45
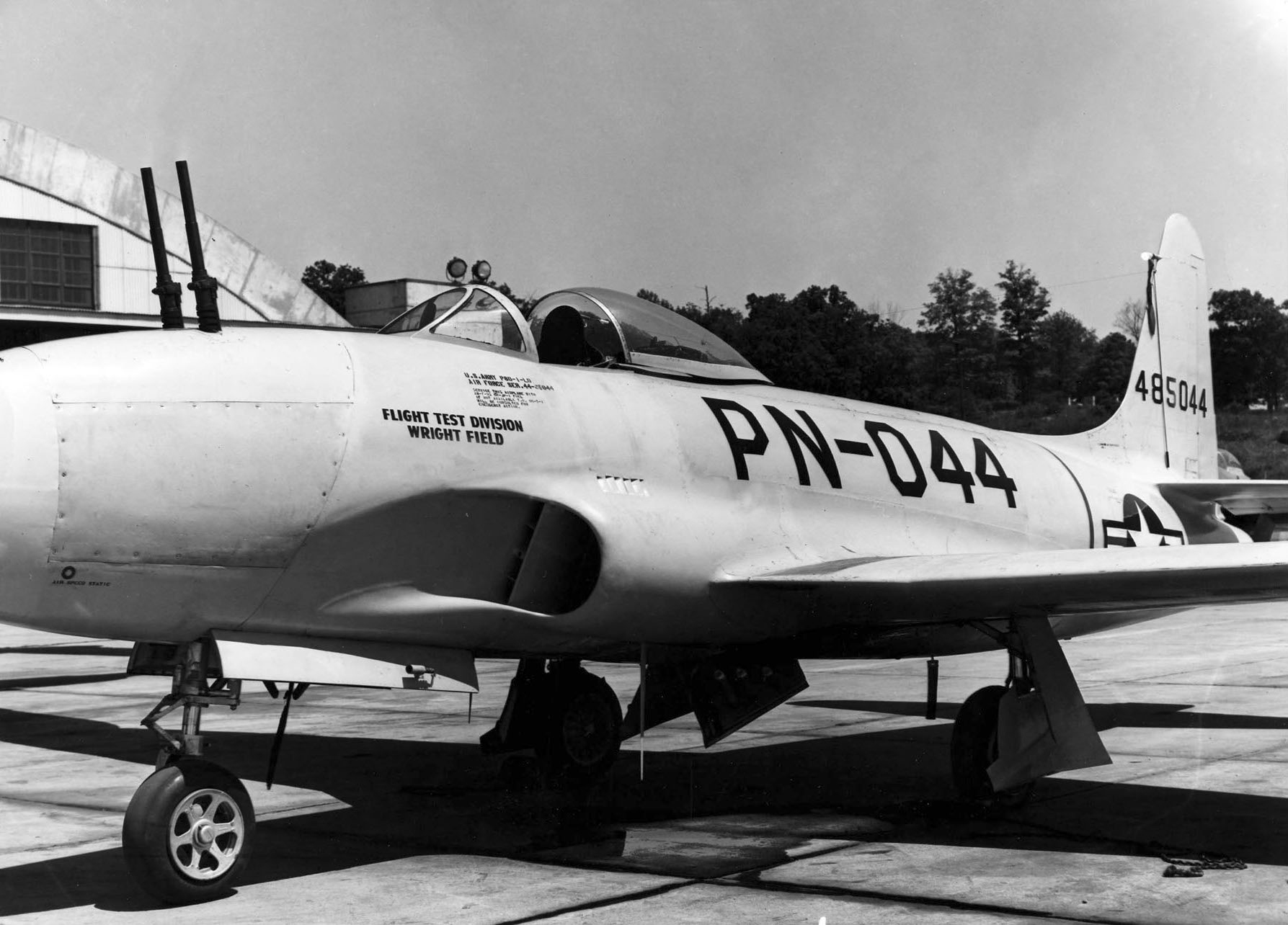
F-80